# Base aérea
Uma base aérea é um aeródromo destinado ao estacionamento, ao apoio e à operação de aeronaves militares.

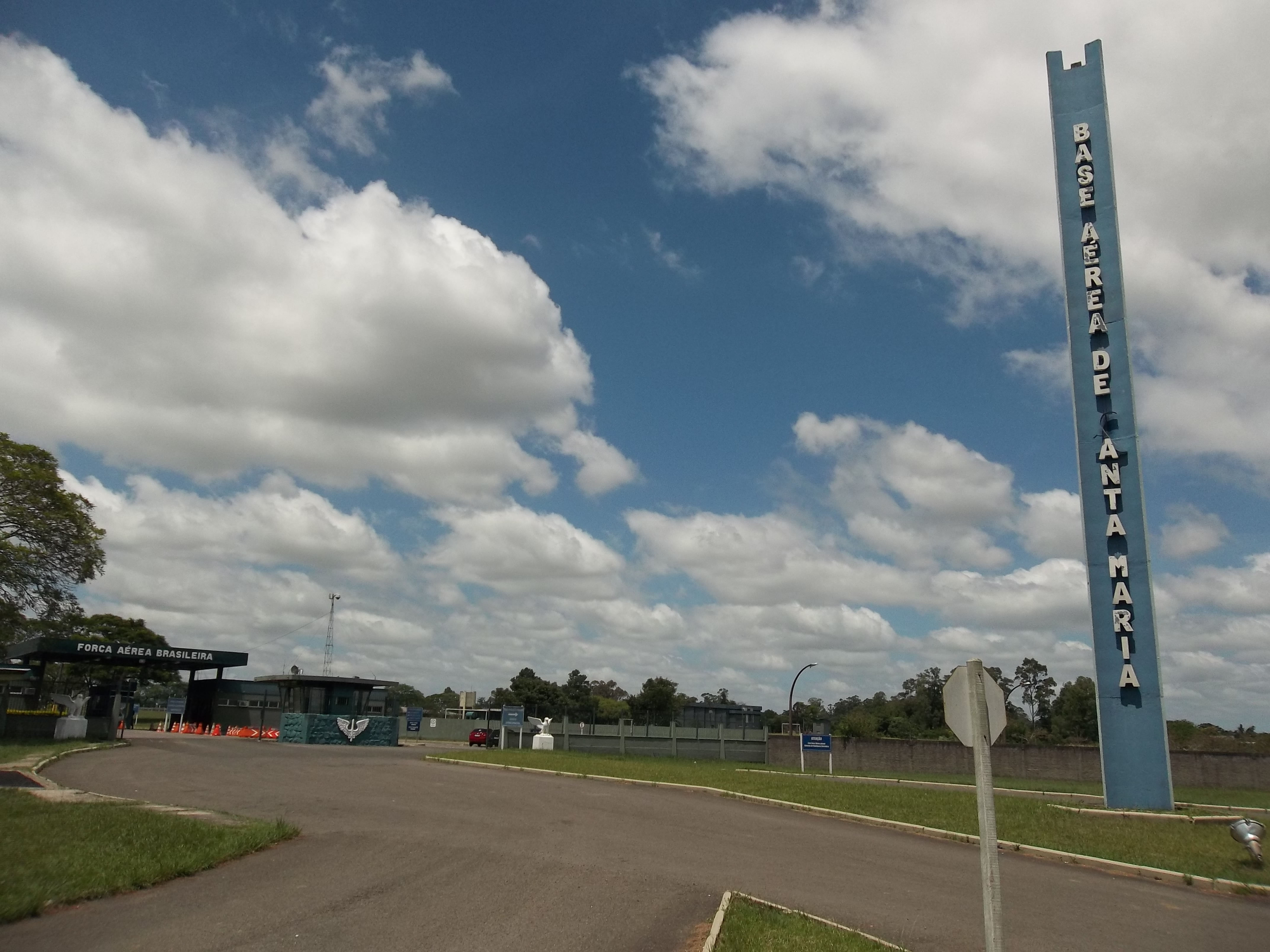
A Base Aérea de Santa Maria, situada no bairro Camobi, em Santa Maria/RS, Brasil.

As bases aéreas distinguem-se dos aeroportos civis pelo fato de não lidarem com grandes volumes de trânsito de passageiros e pelo fato de, tanto esse trânsito como o tratamento da carga aérea, não ter de se processar através de autoridades aduaneiras e de controlo de imigração. Algumas bases aéreas estão instaladas junto de aeródromos civis, partilhando algumas infraestruturas aeroportuárias, como as pistas e a torre de controlo.
Conforme o utilizador ou o tipo de instalação, uma base aérea pode ter outras denominações tais como "aeródromo militar" ou "base da força aérea". Por outro lado, em algumas forças aéreas é dada a designação "base aérea", a tipos de bases militares que não comportam aeródromos. O termo "base aérea" é igualmente usado em algumas organizações civis para designar as instalações onde estão baseadas as suas aeronaves.

## Descrição

### Serviços de aeródromo
A maior parte das bases aéreas dispõe de equipamentos, infraestruturas e serviços aeroportuários semelhantes aos de um aeroporto civil, com excepção dos terminais de passageiros. No entanto, algumas bases aéreas funcionam como terminais de ligações aéreas regulares de transporte de passageiros asseguradas por aeronaves militares, dispondo assim também de instalações para trânsito de passageiros.
Uma grande parte da superfície de uma base aérea está atribuída à área de manobras que é usada pelas aeronaves para se deslocarem entre as diversas aéreas do aeródromo, tanto quando regressam de uma missão como quando se preparam para partir para uma.
De preferência, as bases militares estão instaladas longe dos grandes centros populacionais em virtude do perigo potencial, para os habitantes locais, da possível ocorrência de acidentes aéreos que, com aeronaves militares carregadas com armamento e explosivos, podem ser ainda mais graves. Por outro lado, a operação das bases aéreas não pode estar limitada pelos constrangimentos suportados pelos aeroportos civis em termos de restrição do tráfego aéreo durante a noite como meio de redução da poluição sonora.
A operação de uma base aérea está geralmente organizada em torno de várias áreas operacionais que incluem as operações de comando aéreo, de controlo de tráfego aéreo e de reabastecimento. 
A manutenção de escalão primário das aeronaves é conduzida pelas próprias unidades de voo (esquadras ou esquadrões) estacionadas na base aérea. A manutenção é realizada normalmente nos próprios hangares das aeronaves, os quais consistem muitas vezes em abrigos antibomba para proteção em caso de ataque aéreo. Nas bases aéreas também pode ser realizada a manutenção de escalão intermédio, que se ocupa de trabalhos mais profundos e estruturais que incluem a substituição de motores, reparação de danos provocados por acidentes ou atualizações de equipamentos. Esta manutenção é realizada pela área de manutenção da própria base aérea.

### Segurança
As operações de voo militar frequentemente obrigam a um elevado nível de segurança das bases aéreas. Nos últimos anos, muitos países adoptaram níveis elevados de segurança em virtude das ameaças de ataque terrorista. Em tempo de guerra, esta segurança é aumentada através da instalação de sistemas de defesa antiaérea, normalmente na periferia da base aérea.
Em tempo de guerra, também podem estar instaladas numa base aérea, tropas de engenharia de aeródromos, para efetuarem a sua rápida reparação em caso de um dano provocado por um ataque.
Como forma de proteção contra ataques aéreos, além de disporem de instalações antibomba, algumas bases aéreas podem inclusive ser construídas com instalações subterrâneas.

## Tipos especiais de bases aéreas

### Bases aéreas instaladas em estradas
Alguns países, tais como a Suécia, a Finlândia e a Alemanha dispõem de troços de estradas construídos especificamente para funcionarem como pistas de aviação em caso de guerra. Esses troços, além terem o comprimento necessário em linha recta, têm um pavimento reforçado adaptado ao uso por aeronaves. 

### Porta-aviões
Os porta-aviões são um tipo especial de navio com capacidade para a operação de aeronaves. Funcionam como uma base aérea móvel, deslocando-se pelo mar, com pista, hangares e todas as estruturas e equipamentos existentes num aeródromo convencional.

### Bases aeronavais
As bases aeronavais são bases aéreas para uso da aviação naval. Normalmente têm caraterísticas idênticas às das restantes bases aéreas, com excepção do fato de serem operadas por uma marinha de guerra e não por uma força aérea. Inicialmente, as bases aeronavais distinavam-se primariamente à operação de hidroaviões, sendo por isso construídas junto à costa ou a cursos de água. Atualmente, apesar de muitas estarem perto do mar, essa já não é uma condição indispensável, dado que a maioria das aeronaves navais é de base terrestre.

## Bases aéreas em alguns países

### Alemanha
As bases aéreas da Luftwaffe e da aviação da Marinha Alemã são designadas "Fliegerhorste", significando literalmente "ninhos de águia". As bases são identificadas pelo nome da localidade mais próxima (ex.: Fliegerhorst Hohn e Fliegerhorst Holzdorf). 
As bases aéreas do Exército Alemão são designadas "Heeresflugplätze" (campos de aviação do Exército).

### EUA

Base aérea dos EUA em Fernando de Noronha, em 1960.

A Força Aérea dos EUA (USAF, U.S. Air Force), a Reserva da Força Aérea e a Guarda Aérea Nacional designam as suas bases aéreas, respetivamente como "Air Force bases" (bases da Força Aérea), "Air Reserve bases" (bases da Reserva Aérea) e "Air National Guard bases" (bases da Guarda Aérea Nacional). A maioria delas é baptizada com o nome de uma pessoa de relevante importância militar ou política (ex.: Edwards Air Force Base, General Mitchell Air Reserve Base e Selfridge Air National Guard Base).
As bases com poucas ou nenhumas atividades de voo são designadas "Air Force stations" (estações da Força Aérea).
As bases da Força Aérea dos EUA localizadas em países estrangeiros são designadas "air bases" (bases aéreas) e baptizadas com o nome do local ou região onde estão localizadas (ex.: Spangdahlem Air Base na Alemanha e Thule Air Base na Gronelândia).
As bases aéreas do Exército dos EUA são designadas "Army airfields" (campos de aviação do Exército), sendo a maioria também baptizada com o nome de uma personalidade importante (ex.: Polk Army Airfield e Biggs Army Airfield).
A Marinha dos EUA, o Corpo de Marines e a Guarda Costeira desginam as suas bases aéreas, restivamente como "naval air stations" (estações aéreas navais), "Marine Corps air stations" (estações aéreas do Corpo de Marines) e como "Coast Guard air stations" (estações aéreas da Guarda Costeira). Normalmente, são baptizadas como o nome do local onde estão localizadas (ex.: Pensacola Naval Air Station, Cherry Point Marine Corps Air Station e Kodiak Coast Guard Air Station).

### França
Desde 1932, todas as bases do Exército do Ar Francês (Armée de l'air) são designadas "bases aériennes" (bases áreas), mesmo aquelas que não incluem aeródromos. Cada base aérea agrupa, no mesmo local, unidades aéreas e os meios técnicos e administrativos necessários à sua operação. 
As bases áreas francesas são numeradas, sendo que o número identifica o seu tipo e função. Existem os seguintes tipos de bases aéreas: bases opérationnelles (bases operacionais, numeradas de 101 a 199), bases non opérationnelles (bases não operacionais, de 200 a 299), écoles de formation (escolas de formação, de 300 a 399), Entrepôts de l'armée de l'air (entrepostos do Exército do Ar, de 601 a 699), bases écoles (bases escolas, de 701 a 799), unités diverses (unidades diversas, incluindo de comunicações, hospitais e administrativas, de 800 à 899) e bases de défense (bases de defesa ou "bases radar", de 900 a 999).
A Aviação Naval Francesa (AVIA, Aviation navale) dispõe das suas próprias bases aéreas, cada uma das quais é designada "base d'aéronautique navale" (BAN, base de aeronáutica naval).

### Portugal

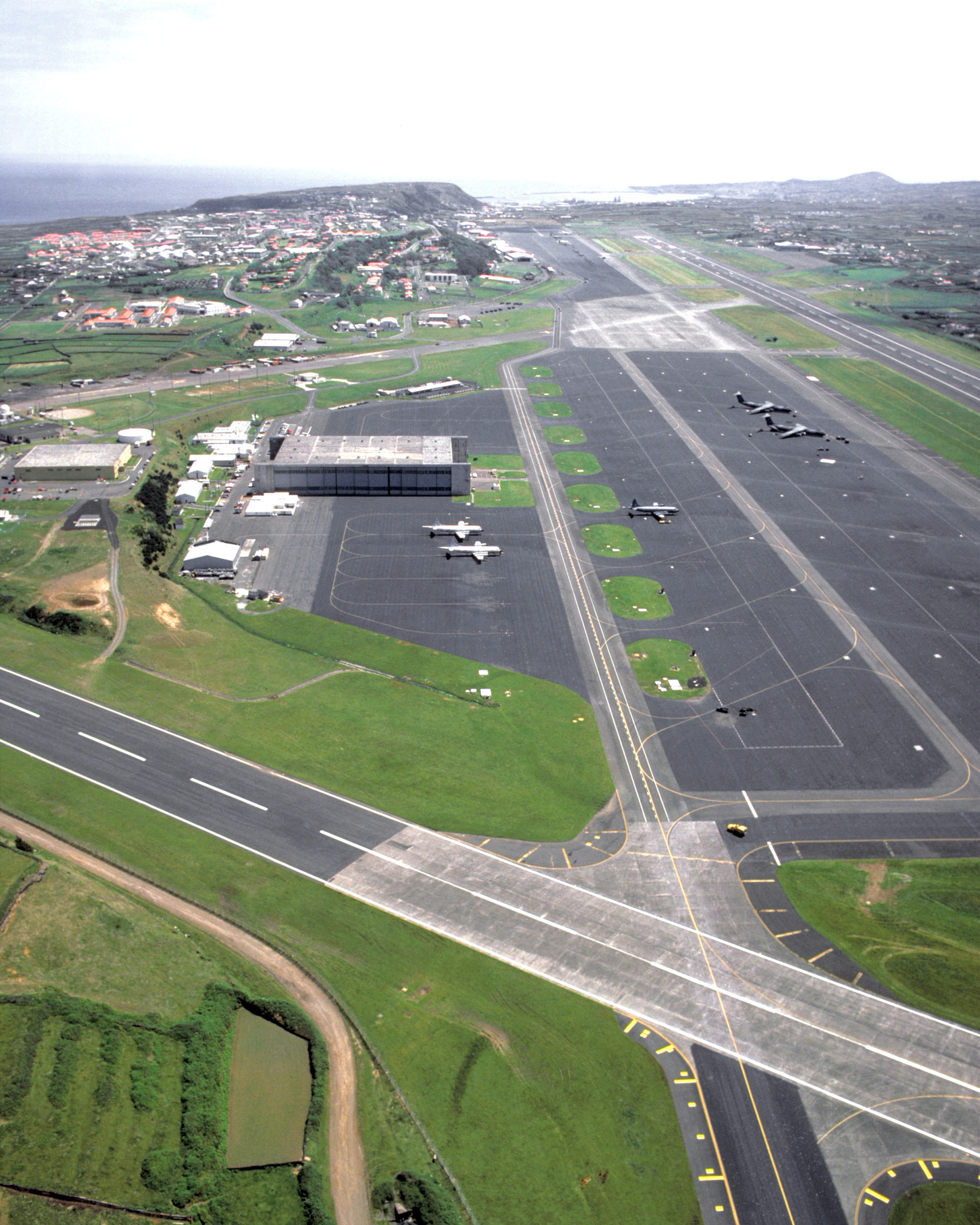
Base Aérea n.º 4 da FAP, nas Lajes, ilha Terceira.

A Força Aérea Portuguesa (FAP) integra bases aéreas principais - onde estacionam permanentemente esquadras de voo - e bases aéreas avançadas - onde normalmente só operam aeronaves em trânsito ou destacadas a título eventual. As primeiras são designadas "BA, bases aéreas". Esta designação foi introduzida em 1937, ainda no âmbito da antiga Aeronáutica Militar do Exército. As bases aéreas avançadas têm designações várias como "aeródromos de manobra" ou "aeródromos de trânsito". Todas as bases aéreas e aeródromos da Força Aérea são oficialmente identificados por um número cardinal (ex.: Base Aérea n.º 5 ou Aeródromo de Manobra n.º 3), ainda que frequentemente sejam referidos pelo nome da localidade onde se encontram.
Até 1977, a FAP integrou também bases aéreas denominadas "AB, aeródromos-base" - a maioria das quais no Ultramar - que funcionavam como bases aéreas de setor, com unidades de voo permanentemente estacionadas. Para além disso, a FAP integrava também aeródromos de recurso e aeródromos logísticos.
Entre 1917 e 1953, a Marinha Portuguesa dispôs de bases aéreas para uso da sua Aviação Naval que eram designadas "CAN, centros de aviação naval". Depois disso, os CAN ainda ativos foram integrados na FAP como bases aéreas ou aeródromos-base.

### Reino Unido
As bases aéreas da Royal Air Force (RAF) britânica são designadas "Royal Air Force stations" (estações da Real Força Aérea). Tradicionalmente, a maioria delas é identificada pelo nome da estação ferroviária mais próxima, uma vez que, no passado, a ferrovia era o único meio de transporte disponível para acesso do seu pessoal. Na maioria dos casos as estações da RAF são abreviadamente referidas como "RAF" seguida do nome (ex.: RAF Brize Norton). As bases da RAF sem atividades de voo são designadas exatamente da mesma maneira.
As bases do Ramo Aéreo da Royal Navy são designadas "RNAS, Royal naval air stations" (estações aéreas navais Reais) e identificadas individualmente pelo nome do local onde se encontram (ex.: RNAS Yeovilton). Tal como as bases navais da Royal Navy, as estações aéreas navais são adicionalmente também designadas pelo nome de um navio histórico (ex.: HMS Heron no caso da RNAS Yeovilton), sendo por isso incluídas nas chamadas "fragatas de pedra".